# Hermann Cothmann

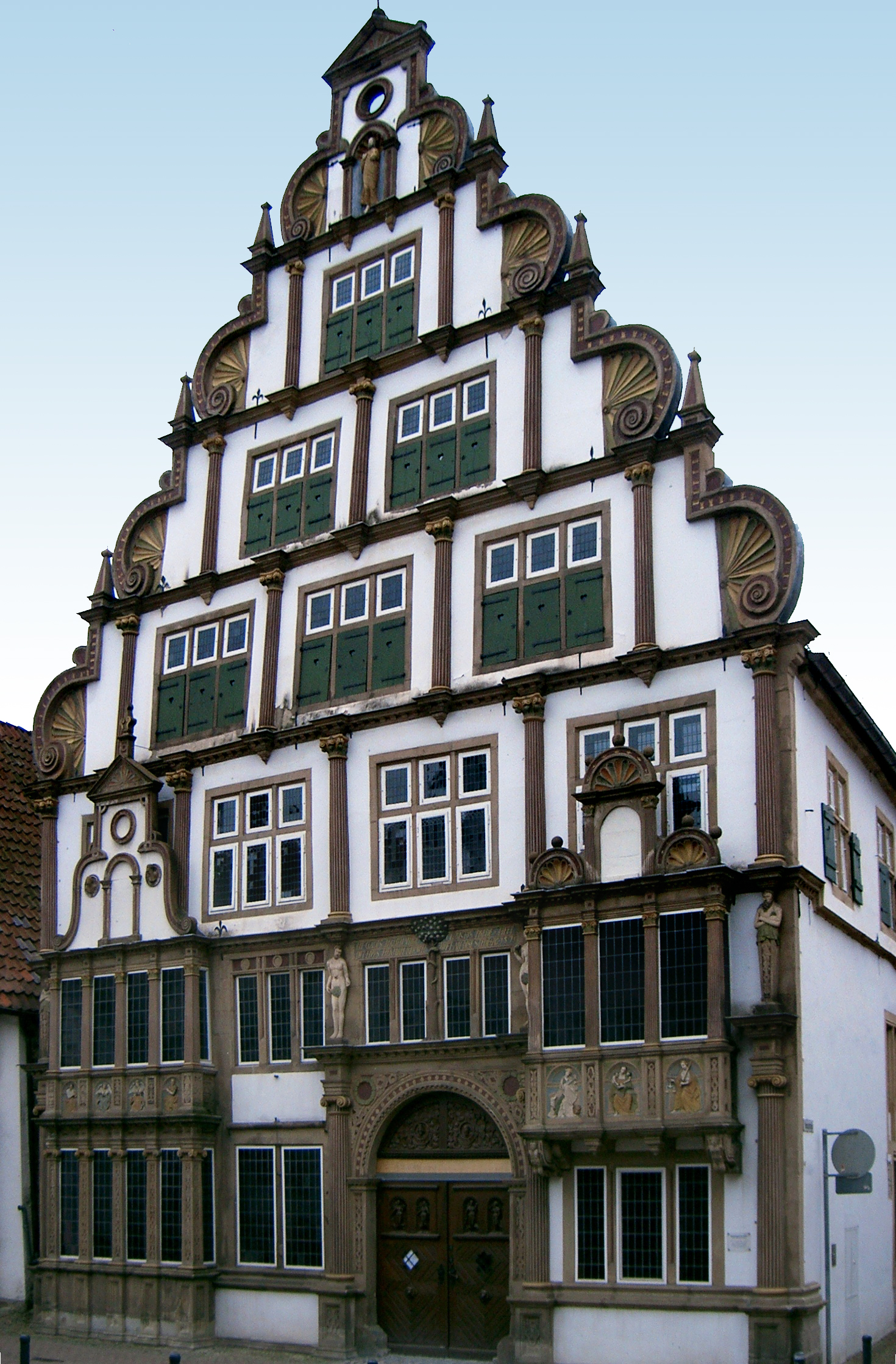
Hexenbürgermeisterhaus

Hermann Cothmann, auch Herman Cothman (* 1. Mai 1629 in Lemgo; † 25. Januar 1683 ebenda), war Bürgermeister von Lemgo und berüchtigt für seine Hexenverfolgungen und seine Rolle in den Hexenprozessen. Wie kaum ein anderer prägte er das Bild seiner Heimatstadt Lemgo.

## Biografie
Hermann Cothmann wurde am 1. Mai 1629 in Lemgo als Sohn des Dietrich Cothmann geboren, der von einer der ältesten prominenten Familien der Stadt abstammte, während seine Mutter, Catharina Goehausen, einer Beamten- und Gelehrtenfamilie aus Brakel im Hochstift Paderborn angehörte. Außerdem war er Neffe von Hermann Goehausen, Rechtsprofessor an der Universität Rinteln, der als Theoretiker der Hexenverfolgung bekannt wurde. Sein Vater hatte zeitlebens weder beruflichen noch wirtschaftlichen Erfolg. Seine Mutter fiel 1654 einem Hexenprozess zum Opfer und wurde hingerichtet.
Im Anschluss an den Schulbesuch studierte Cothmann von 1649 bis 1651 in Rostock vier Semester Jura. Aus Geldmangel übernahm er bei einer Adelsfamilie auf Rügen den Posten eines Hofmeisters und begleitete den Sohn des Hauses an die Universität von Jena. Hier studierte er vier weitere Semester Jura von 1657 bis 1659. Im Jahr 1661 kehrte er nach Lemgo zurück und übernahm die juristische Kanzlei seines verstorbenen Vaters. Zu seinen ersten Aufgaben gehörte die Verhinderung der Zwangsversteigerung des Elternhauses, die ihm nur mit Mühe gelang. 1663 heiratete er die Tochter des Osnabrücker Vogts Wilhelm des Baer zu Dissen, Christina Elisabeth, und leistete den Bürgereid.
Cothmann suchte die Nähe des langjährigen Bürgermeisters Heinrich Kerkmann, der sich einen Namen als unbarmherziger Hexenverfolger in Lemgo gemacht hatte. Als er Zugang zum Personenkreis um den mächtigsten Mann der Stadt gefunden hatte, konnte er rasch in der Hierarchie der Stadt aufsteigen und Kerkmann ließ ihn am 16. Januar 1666 vom Stadtrat zum „Directore des Peinlichen Processus contra die Unholden und Hexen“ (Direktor des Peinlichen Gerichts) wählen. Nach 1628 bis 1637 und 1653 bis 1656 kam es nun zur dritten Hexenprozesswelle des Jahrhunderts, und Cothmann verhängte bereits in seinem ersten Amtsjahr insgesamt 37 Todesurteile.
Im Januar 1667 erfolgte die Wahl Cothmanns zum Bürgermeister. Obwohl es in Lemgo zu dieser Zeit zwei Ratsbesetzungen gab, die sich jedes Jahr ablösten, war er mit Ausnahme der Jahre 1669 und 1674 ununterbrochen Bürgermeister, ein bisher einmaliger Fall in der Stadtgeschichte. Während seiner Amtszeit von 1666 bis 1683 fielen den Hexenprozessen rund hundert Menschen zum Opfer, davon auffallend viele Männer und Angehörige der Lemgoer Führungsschicht, so unter anderen der Pfarrer Andreas Koch und der Apotheker David Wellmann.
Das autoritäre Regiment Cothmanns erzeugte Widerstand in den Gremien der Stadt, die ihm Habgier und Bereicherung am Eigentum der Bürger vorwarfen. Er besaß jedoch die Rückendeckung des lippischen Landesherrn Graf Simon Heinrich, der ihn schon vor der Wahl zum Bürgermeister zum gräflichen Landrat ernannt hatte und aus Furcht vor Unruhen stets die Herrschaftsgewalt in Lemgo stützte.
Den letzten Hexenprozess führte Cothmann 1681 gegen Maria Rampendahl, die das Verfahren jedoch überlebte und ihrerseits durch ihren Ehemann einen Prozess vor dem Reichskammergericht gegen die Obrigkeiten von Lemgo und Detmold anstrengte. Dieser endete trotz der schwerwiegenden Vorwürfe mit einem Vergleich und die Stadt musste lediglich die Hälfte der Prozesskosten tragen. Wenige Tage nach der Urteilsverkündung starb Cothmann im Alter von 53 Jahren. Seitdem fanden keine Hexenprozesse mehr in Lemgo statt, das Image eines Zentrums der Hexenverfolgung blieb jedoch an Lemgo haften. Das prächtige Wohnhaus Cothmanns im Stil der Weserrenaissance wird noch heute das Hexenbürgermeisterhaus genannt und ist ein Museum.
Historiker haben sich wiederholt mit der Frage nach Cothmanns Motiven beschäftigt. Die häufigste Erklärung für seine Beweggründe thematisiert die Verfolgung und Ausschaltung politischer Gegner sowie die Bereicherung am Vermögen wohlhabender Opfer. Darüber hinaus könnten psychologische Motive im Zusammenhang mit der Hinrichtung seiner Mutter eine Rolle gespielt haben.